# سنگ تقویم آزتک
سنگ تقویم آزتک (انگلیسی: Aztec calendar stone) که با نام‌های دیگری همچون «سنگ خورشیدی» و «سنگ ۵ دوره» (عصر پنجم) هم شناخته می‌گردد، مربوط به دورهٔ اواخر کلاسیک قوم آزتک است که امروزه در موزه ملی مردم‌شناسی (مکزیک) قرار دارد و از آن به عنوان «برجسته‌ترین اثر سنگ‌تراشی آزتک یاد می‌شود.» ابعاد این سنگ ۳۵۸ سانتیمتر (۱۱٫۷۵ فوت) در ۹۸ سانتیمتر (۳٫۲۲ فوت) است این قطعه، مدت کوتاهی پس از فتح امپراتوری آزتک توسط اسپانیا در زوکالو (میدان اصلی شهر مکزیک) در زیر آوار دفن شد و در تاریخ ۱۷ دسامبر ۱۷۹۰ و در طول تعمیرات کلیسای جامع مکزیکوسیتی کشف شد. متعاقب آن، سنگ تقویم بر روی دیوار بیرونی کلیسای جامع تا سال ۱۸۸۵ نصب شده بود. عقیدهٔ بسیاری از محققان بر این است که احتمالاً این اثر سنگ‌تراشی، حوالی تواریخ ۱۵۰۲ تا ۱۵۲۱ حک شده باشد هر چند برخی دیگر اعتقاد دارند که چند دهه بیشتر از این تاریخ قدمت دارد
چنین برآورد شده‌است که تصویر مرکزی این سنگ تقویم، ایزد آفتاب تونیشیا است. ۴ مربعی که ایزد مرکزی را احاطه نموده‌اند، نمادی از چهار خورشید یا ۴ عصر پیشین و مربوط به قبل از عصر ایجاد سنگ بوده‌اند. آزتک‌ها پس از به دست‌گرفتن قدرت در ارتفاعات مرکزی، محفل خورشید را تغییر دادند و یک خورشید پنجم را با نام «چهار حرکت» به آن افزودند. از زمان کشف سنگ خورشیدی در سال ۱۷۹۰ میلادی، محققان بسیاری برای کشف پیچیدگی‌ها و اسرار این سنگ تلاش نمودند. تاریخچهٔ این تحقیقات قدمتی بیش از ۲۰۰ سال را در بر می‌گیرد و شامل تفاسیری است که باستان‌شناسان، مورخان و محققان از این سنگ ارائه نموده‌اند.

## نگارخانه

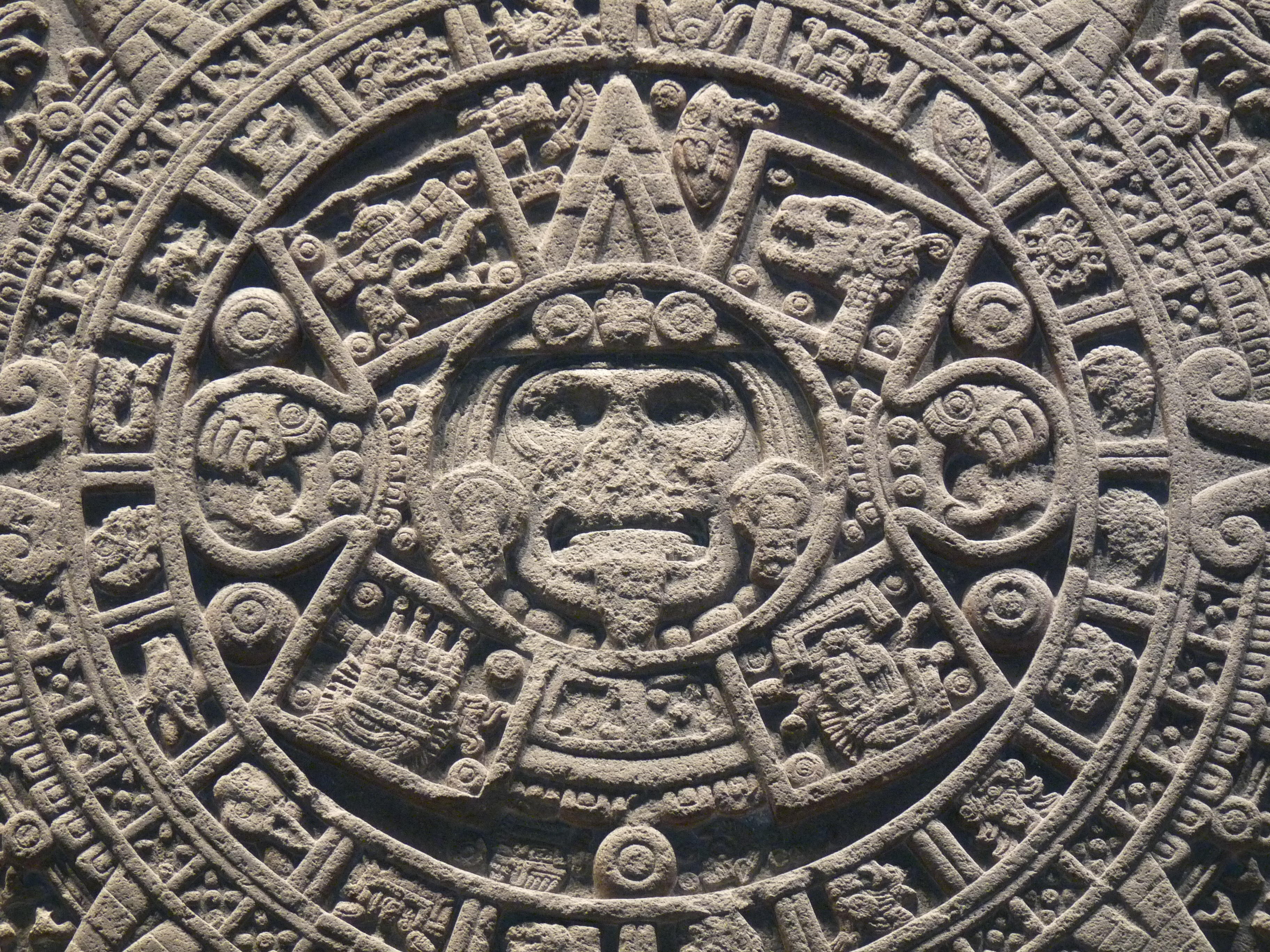